# اوسبیوس میندوسی
اوسبیوس میندوسی (به انگلیسی: Eusebius of Myndus) فیلسوف برجسته نوافلاطونی قرن چهارم بود. یوناپیوس او را به‌عنوان یکی از حلقه‌های «زنجیره طلایی» نوافلاطونی توصیف می‌کند.
او شاگرد آدزیوس بود. او خود را وقف منطق کرد و جرأت کرد جنبه جادویی و ترورژیک این دکترین را نقد کند. با این کار او امپراتور بعدی ژولیان را که عرفان ماکسیموس و کریسانتیوس را ترجیح می‌داد، خشمگین کرد.

## زندگی
اوسبیوس را فقط از زندگی‌نامه فیلسوفان و سوفسطائیانی که توسط یوناپیوس ساردی نوشته شده است، می‌شناسیم. یوناپیوس شاگرد کریسانتیوس، همشاگرد اوسبیوس بود.
اوسبیوس از شهر میندوس در کاریه در سواحل جنوب غربی آناتولی بود. از خانواده و دوران کودکی او اطلاعی در دست نیست. او در پرگامون زیر نظر فیلسوف برجسته نوافلاطونی آدزیوس تحصیل کرد. آدزیوس، شاگرد یامبلیخوس نوافلاطونی معروف، پس از مرگ او مدرسه خود را افتتاح کرده بود. علاوه بر کریسانتیوس، او از شاگردان اوزبیوس، ماکسیموس و پریسکوس نیز بودند.
در سال ۳۵۱، امپراتور ژولیان به پرگامون آمد تا از آدزیوس درس بگیرد. پس از مدتی، به‌دلیل کهولت سن، وظیفه آموزش ژولیان را به شاگردانش سپرد. از آن‌جایی که ماکسیموس در آن زمان در افسس و پریسکوس در یونان بود، اوسبیوس و کرییانتیوس معلمان فلسفه شدند. اوسبیوس با مهارت‌های آموزشی خارق‌العاده خود، ژولیان را تحت‌تأثیر قرار داد.
بر خلاف اکثر نوافلاطونیان آن زمان، اوسبیوس اعمال مذهبی تئورگی را رد کرد، که در پی کسب کمک‌های الهی، تطهیر روح و برقراری ارتباط با جهان خدایان بود. او معتقد بود که آثار سحر و جادو منشأ الهی ندارد، بلکه توهماتی است که توسط نیروهای مادی ایجاد می‌شود. بحث راه اشتباهی است که هیچ کمکی به طهارت روح نمی‌کند، بلکه به جنون می‌انجامد. درست مانند فلوطین، بنیان‌گذار گرایش نوافلاطونی، و بر خلاف یامبلیخوس، اوزبیوس متقاعد شده بود که صعود روح و بازگشت آن به جهان روحانی از طریق اعمال بیرونی در چارچوب عمل مذهبی انجام نمی‌شود، بلکه تنها از طریق یک طهارت صرفاً معنوی که با عقل به‌دست می‌آید محقق خواهد شد؛ بنابراین او فکر نمی‌کرد که این امر وابسته به مداخله الهی باشد، بلکه به توانایی روح برای بازیابی خود از طریق دانش فلسفی اعتماد داشت. اوسبیوس به ژولیان در مورد هم‌شاگرد سابقش ماکسیموس، کسی که علم دین را در مرکز تلاش‌های او قرار داد، هشدار داد. او با این کار به خلاف هدفش دست یافت. ژولیان تحصیلات خود را در پرگامون متوقف کرد و نزد ماکسیموس رفت و به او پیوست.